# Franz von Mercy

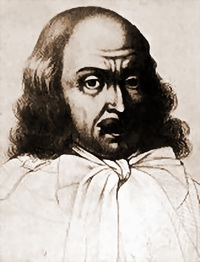
Franz von Mercy.

Franz von Mercy, född omkring 1595 i Longwy i Lothringen, död den 3 augusti 1645, var en tysk friherre och general i Trettioåriga kriget. Han var farfar till Claudius Florimund Mercy.
Mercy var länge i kejserlig tjänst, blev 1638 bayersk generalfälttygmästare och 1643 generalfältmarskalk. Under Banérs återtåg från Regensburg 1641 var Mercy den, åt vilken den tappre Erik Slang nödgades ge sig vid Neunburg vor dem Walde. I februari och juli 1643 drev han den franske fältherren Guébriant tillbaka till Ehen och vann i november samma år vid en överrumpling av det franska lägret i Tuttlingen en glänsande seger. År 1644 mätte han sig hedersamt vid Freiburg im Breisgau med de starkare fransmännen under Turenne och hertigen av Enghien samt tillfogade 1645 Turenne ett kännbart nederlag vid Mergentheim. Han blev samma år skjuten under en sammandrabbning med de båda franska fältherrarna vid Alerheim, nära Nördlingen.